# 山口県立豊北高等学校
山口県立豊北高等学校（やまぐちけんりつ ほうほくこうとうがっこう）は、かつて山口県下関市豊北町大字滝部に所在した公立の高等学校。

## 設置学科
- 普通科

## 沿革
- 1945年4月1日 - 山口県立滝部女子農業学校創立
- 1947年4月1日 - 併設中学校を付置
- 1948年4月1日 - 山口県立滝部農業高等学校と校名変更
- 1949年3月31日 - 併設中学校を廃止
- 1949年4月1日 - 山口県立豊浦北高等学校（普通課程）と改称
- 1953年4月1日 - 家庭科併設
- 1956年4月1日 - 山口県立豊北高等学校と校名変更
- 1962年4月1日 - 家庭科募集停止
- 2018年4月1日 - 響高校と統合して、豊北高校校地に山口県立下関北高等学校を設置。
- 2020年3月31日 - 閉校

## 著名な出身者
- 井上雪彦（元山口放送アナウンサー、故人）
- 石川卓哉（明治大学競走部主将）
- 木村晴美（国立障害者リハビリテーションセンター学院教官、NHK手話ニュース845キャスター）
- 山本正已（富士通社長）
- 平田真吾（プロ野球選手・横浜DeNAベイスターズ）
- 吉田真次（衆議院議員）